# インナードライ
インナードライ(別名:乾燥性脂性肌 )とは、肌の内側は乾燥しているのに肌の外側は皮脂でベタついてしまってる肌の状態を指す。
医学用語ではなく、エステ業界等で言われる単語であり、吉木伸子はオイリードライ肌と呼んでいる。

## 乾燥肌との違い
乾燥肌は、肌の水分がなくなってしまうことで、肌の表面がカサカサし粉を吹いている状態です。
しかしインナードライ肌は、乾燥肌の症状がより進んだ状態であり、人間の肌は肌の水分蒸発を防ぐために皮脂を分泌するのだが、インナードライ肌の場合皮脂が大量に分泌されるため、肌の表面は皮脂でベタついてしまう。そのため肌の外側は皮脂でベタついているにもかかわらず、内側は乾燥しているという複雑な肌の状態となっている。

## 脂性肌との違い
脂性肌が起こる原因として皮脂の分泌が過剰になっているという点においては、インナードライと違いはないが、皮脂の分泌が過剰になる原因が異なる。
インナードライ肌は肌の乾燥が原因だったが、脂性肌は「生活習慣の乱れ」や「不適切なスキンケア」などが原因で起こる。
そのため、インナードライの人が脂性肌対策を行ったとしても、原因が異なるため肌状態は解決しづらい傾向にある。

## インナードライの対策方法とは
一見すると乾燥肌と脂性肌の両方の特徴を兼ね備えているインナードライ肌だが、根本の原因は乾燥なので乾燥肌と同じように保湿をすることが必要です。
ただ過剰に分泌してしまった皮脂へも対策を取らなければならないので、二つを一緒に対策できるような化粧品を選ぶと効率よく対策できる可能性がある。